# Etihad Airways
Etihad Airways (afgeleid van het  Arabische woord  voor "unie": اتحاد, ʾIttiḥād) is de nationale luchtvaartmaatschappij van de Verenigde Arabische Emiraten met als basis Abu Dhabi. De maatschappij vliegt op bestemmingen in het Midden-Oosten, Europa, Noord-Amerika, Australië en het Indische subcontinent. De luchthaven is Abu Dhabi International Airport.
De maatschappij is geheel eigendom van de overheid van Abu Dhabi en werd opgericht in 2003; de eerste vlucht vond plaats op 13 november 2003.

## Vloot

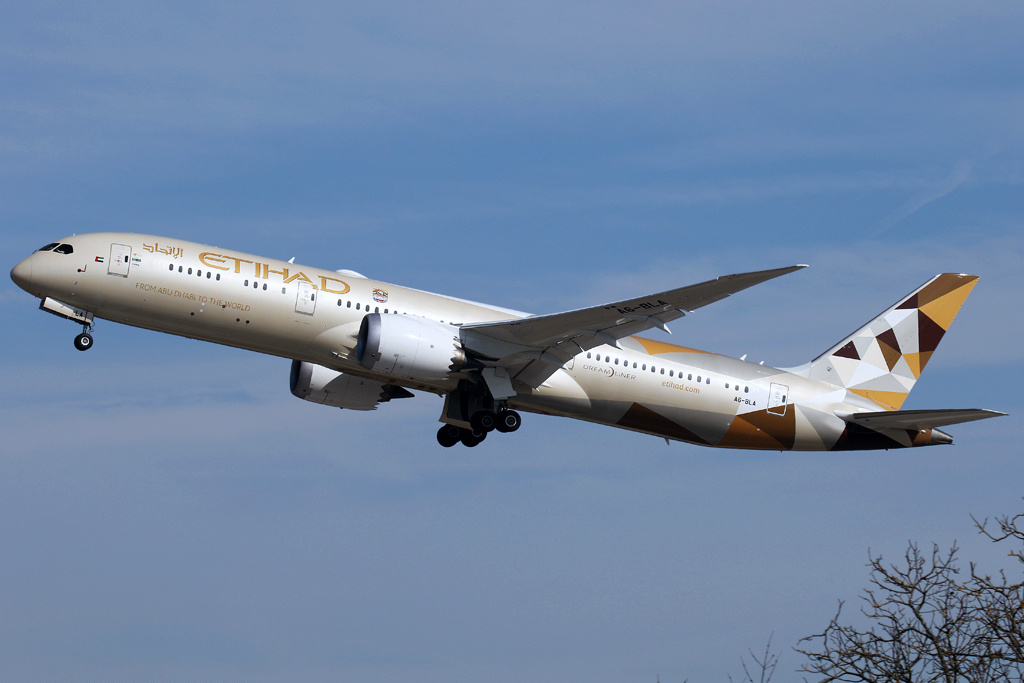
Een Boeing 787-9 van Etihad Airways

### Passagiers
De vloot van Etihad Airways bestaat in april 2019 uit:
| Type             | Aantal | Orders | Zitplaatsen                                  | Informatie                                                                                           |
| ---------------- | ------ | ------ | -------------------------------------------- | --- |
| Airbus A320-200  | 17     | 0      | 136 (0/16/120)                               | |
| Airbus A321-200  | 9      | 0      | 174 (0/16/158)                               | |
| Airbus A321neo   | 0      | 26     | n.n.b                                        | Vliegtuigen gaan niet naar Etihad, maar naar air Arabia Abu Dhabi                                    |
| Airbus A350-1000 | 5      | 9      | n.n.b (zonder first class)                   | Beschikken over nieuwe businessclass cabine, 14 orders zijn definitief. Mogelijk loopt dit op tot 20 |
| Airbus A380-800  | 10     | 0      | 498 (11/70/417)                              | In de langetermijnopslag, momenteel niet actief.                                                     |
| Boeing 777-300ER | 11     | 0      | 340 (8/40/292) 412 (0/28/384) 380 (0/40/340) | Worden vervangen door A350-1000                                                                      |
| Boeing 777-9X    | 0      | 6      | n.n.b                                        | Veel vraagtekens m.b.t. In dienst name.                                                              |
| Boeing 787–9     | 31     | 20     | 235 (8/28/199) 299 (0/28/271)                | |
| Boeing 787-10    | 9      | 11     | 336 (0/32/304)                               | |
| Totaal           | 97     | 78     |                                              | |

### Vracht
| Type         | Aantal | Orders |
| ------------ | ------ | ------ |
| Boeing 777-F | 5      | 0      |
| Totaal       | 5      | 0      |

## Deelnemingen
Etihad heeft diverse belangen opgebouwd in andere luchtvaartmaatschappijen. Zij heeft een aandelenbelang van 29% in Air Berlin, 10% in Virgin Australia, 24% van Jet Airways en 40% van Air Seychelles. Het heeft verder een belang van 3% in Aer Lingus en heeft in september 2013 een aanbod van Ryanair afgeslagen om nog eens 29,9% van de aandelen van Aer Lingus te kopen. Daarnaast heeft Etihad Airways een groot belang in Darwin Airline, die de naam Etihad Regional draagt. Air Berlin ging in augustus 2017 ten onder.
Na maanden onderhandelen maakte Etihad Airways in juni 2014 bekend een belang te gaan nemen van 49% in Alitalia. Etihad betaalt ongeveer € 400 miljoen voor het pakket aandelen en zal verder € 560 miljoen in de maatschappij investeren. Alitalia laat 2200 medewerkers afvloeien om uit de verliezen te komen. De transactie werd goedgekeurd door de toezichthouders, maar in mei 2017 ging Alitalia alsnog failliet omdat extra  maatregelen om uit de verliezen te komen door het personeel werden geblokkeerd. Na de faillissementen van Air Berlin en Alitalia werd James Hogan, de bestuurvoorzitter gedurende 10 jaar en de initiator van deze buitenlandse belangen, door de Arabische aandeelhouders ontslagen.

## Resultaten
In de onderstaande tabel zijn de belangrijkste financiële en operationele gegevens van Etihad Airways opgenomen. Het is een relatief jonge luchtvaartmaatschappij en in 2004 vervoerde het slechts 340.000 passagiers. In 2011 werd voor het eerst een bescheiden winst gerealiseerd van 14 miljoen dollar. In 2016 werd voor het eerst een verlies geschreven van US$1,87 miljard. Dit is voornamelijk te wijten aan vliegtuigen die minder waard zijn geworden en investeringen, in onder meer Alitalia en Air Berlin, die het einde van het jaar 808 miljoen dollar minder bleken waard te zijn.
| Jaar | Omzet            | Nettoresultaat    | Passagiers   | Aantal bestemmingen | Werknemers | Aantal vliegtuigen |
| ---- | ---------------- | ----------------- | ------------ | ------------------- | ---------- | ------------------ |
| 2008 | US$ 2,5 miljard  | n.b.              | 6,0 miljoen  | 59                  | 7.058      | 42                 |
| 2009 | US$ 2,5 miljard  | n.b.              | 6,3 miljoen  | 69                  | 7.828      | 53                 |
| 2010 | US$ 2,95 miljard | n.b.              | 7,1 miljoen  | 79                  | 7.855      | 57                 |
| 2011 | US$ 4,1 miljard  | US$ 14 miljoen    | 8,3 miljoen  | 81                  | 9.038      | 64                 |
| 2012 | US$ 4,8 miljard  | US$ 42 miljoen    | 10,3 miljoen | 86                  | 10.656     | 70                 |
| 2013 | US$ 6,1 miljard  | US$ 48 miljoen    | 11,5 miljoen | 102                 | 13.535     | 89                 |
| 2014 | US$ 7,6 miljard  | US$ 73 miljoen    | 14,8 miljoen | 111                 | 24.206     | 110                |
| 2015 | US$ 9,0 miljard  | US$ 103 miljoen   | 17,6 miljoen | 116                 | 26.566     | 121                |
| 2016 | US$ 8,4 miljard  | US$ -1873 miljoen | 18,5 miljoen | 112                 | 26.229     | 119                |
| 2017 | US$ 6,1 miljard  | US$ -1520 miljoen | 18,6 miljoen |                     | 24.158     | 115                |

## Sponsoring
Etihad Airways sponsort verschillende instanties. De maatschappij heeft banden met Ferrari dat wordt gesponsord in de Formule 1, tevens wordt het Ferraripark in Abu Dhabi gesponsord door Etihad. Jaarlijks vindt in Abu Dhabi de Grand Prix Formule 1 van Abu Dhabi plaats, waar Etihad ook sponsor van is.
In het betaalde voetbal sponsort Etihad Airways de Engelse club Manchester City, het Amerikaanse New York City FC en het Australische Melbourne City FC. Het stadion in Manchester draagt de naam van de luchtvaartmaatschappij en is gedoopt tot Etihad Stadium. Etihad Airways is sinds 2014 ook hoofdsponsor van de gehele Amerikaanse voetbalcompetitie, de Major League Soccer.

## Coronacrisis
Het ging, zoals al eerder vermeld, voor de coronacrisis al slecht met Etihad. Door de coronacrisis is de situatie rondom Etihad alleen maar verder verslechterd. Om er weer bovenop te komen en om in 2025 weer winstgevend te zijn heeft CEO Tony Douglas een herconstructurering aangekondigd. Dit houdt in dat de “dorstige” A380 vloot van 10 vliegtuigen hoogstwaarschijnlijk de vloot verlaten, aldus de CEO. Wel gaat er een gerucht dat Etihad 4 A380’s zou hebben verkocht aan Airbus en dat de overige 6 binnenkort terugkeren. Ook valt het doek voor de 19 777-300ER’s in de Etihad vloot. Ook deze passen niet in het “nieuwe”, kleinere Etihad. Na 29 vliegtuigen met pensioen te hebben gestuurd blijven er nog de 39 787’s over (en nog 32 besteld) en nog 26 toestellen uit de A320 familie. Ook zijn er nog 14 (mogelijk 20) A350’s op komst. Over de 777X order is nog weinig bekend. Deze orders staan officieel nog bij Boeing in de orderboeken, maar het is zeer aannemelijk dat deze geannuleerd worden. Waarschijnlijk omdat deze toestellen niet in het nieuwe Etihad passen. Hieronder volgt een schema met de toekomstige vloot die Etihad voor ogen heeft.
| Toestel  | Toekomstig in vloot | Mogelijk in vloot | Opmerkingen                                                                                   |
| -------- | ------------------- | ----------------- | --------------------------------------------------------------------------------------------- |
| A320     | 17                  |                   |                                                                                               |
| A321     | 9                   |                   |                                                                                               |
| B787-9   | 51                  |                   |                                                                                               |
| B787-10  | 30                  |                   |                                                                                               |
| A350-000 | 14                  | 6                 |                                                                                               |
| A380     |                     | 10 óf 6           |                                                                                               |
| 777-9X   |                     | 6                 | Origineel 25 besteld, maar door de situatie van Etihad kunnen er maximaal 6 worden afgenomen. |
| totaal   | 121                 | 22                |                                                                                               |

## Trivia
- Etihad Airways is de eerste luchtvaartmaatschappij uit de Verenigde Arabische Emiraten die op Toronto vliegt (via Brussel) dankzij een codeshare-overeenkomst met Brussels Airlines.
- De luchtvaartmaatschappij ontving de prijs als de beste luchtvaartmaatschappij ter wereld in 2009, 2010 en 2011 afgegeven tijdens de World Travel Awards, gebaseerd op de kwaliteit van de dienstverlening, creativiteit en innovatie.